# Mini (2001)
La Mini è un modello di automobile, rivisitazione in chiave moderna dell'omonimo modello del 1959, prodotta dal 2001 dalla casa automobilistica britannica Mini sotto l'egida del costruttore tedesco BMW, e atta a ricoprire il segmento B.

## Genesi

### Le concept E1 e ACV30

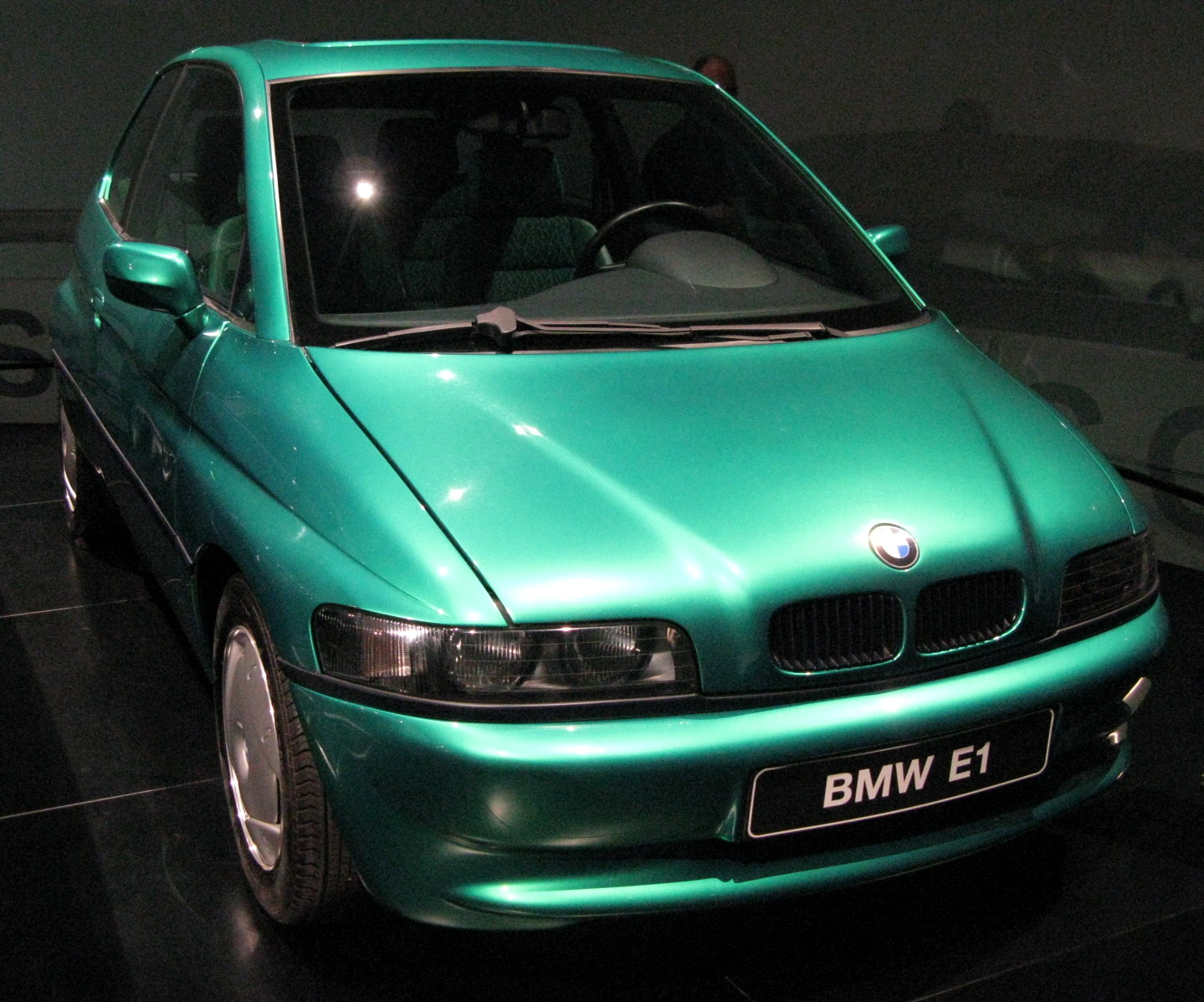
La concept BMW E1 del 1991

All'inizio del 1994 BMW acquisì dalla British Aerospace il Gruppo Rover, proprietario tra gli altri del marchio Mini. La casa tedesca già dai primi anni 90 stava cercando di ampliare la propria gamma di auto con l'aggiunta di una superutilitaria, creando allo scopo tutta una serie di concept car, tra cui l'auto elettrica E1, che più si avvicinava al segmento della Mini.
Dopo l'acquisizione di Mini, i vertici della casa tedesca insistevano sul fatto che il futuro modello compatto del gruppo dovesse avere caratteristiche iconiche di BMW (come ad esempio la trazione posteriore) per sostenere gli standard e l'immagine del marchio tedesco; tuttavia, il marchio Mini non aveva alcuna di queste caratteristiche, così BMW vide questo come un'opportunità per creare un'altra vettura compatta, di livello premium ma a un prezzo ragionevole. Cominciarono così a prendere forma i progetti della futura gamma BMW Serie 1 e di una nuova gamma a marchio Mini.
In questo periodo anche Rover stava lavorando autonomamente all'erede della storica Mini. La prima proposta fu la ACV30, presentata durante il Rally di Monte Carlo 1997; il nome della concept era la sigla di «Anniversary Concept Vehicle», mentre il «30» stava a rappresentare i trent'anni dalla prima vittoria Mini al rally monegasco. La vettura era una coupé due posti alimentata da un motore posteriore prodotto da Morris Garages.

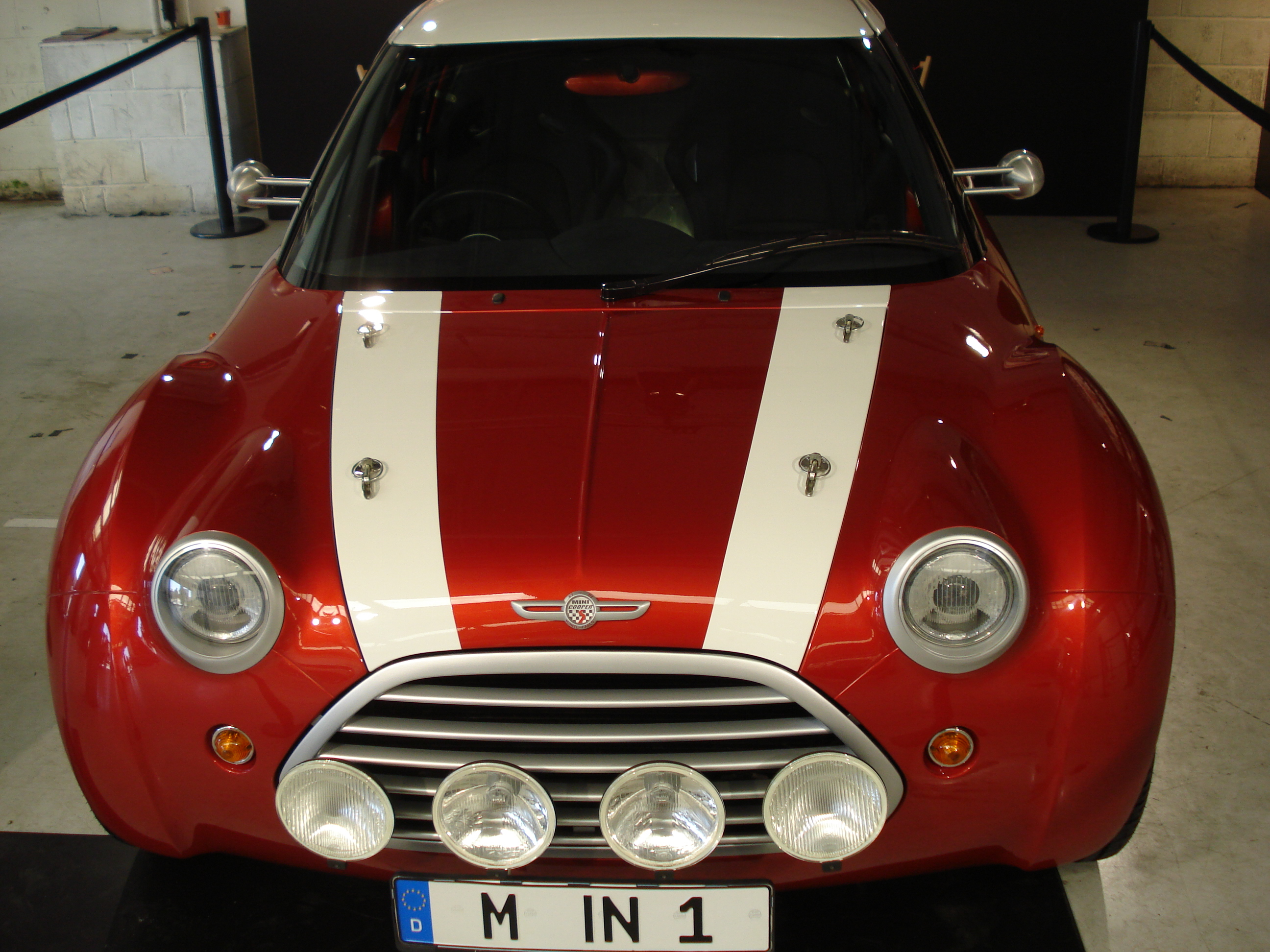
La concept Mini ACV30 del 1997

Pochi mesi più tardi, Rover svelò un altro studio sulla nuova Mini: stavolta si trattava di due concept diverse, chiamate Spiritual e Spiritual Too, rispettivamente a due e a quattro porte. I veicoli rappresentavano, stavolta, un tentativo più realistico di creare una moderna Mini e sono coincisi con la creazione ufficiale da parte di BMW del "progetto Mini". Tuttavia queste due vetture rimasero entrambe allo stadio prototipale.

### Il modello definitivo
Nel 1998 BMW incominciò a dare indicazioni precise circa la creazione della nuova Mini. Il primo aspetto preso in esame riguardò il design che venne scelto tra quindici proposte di stile diverso: cinque di esse venivano dal Centro Stile BMW in Germania, altre cinque dal BMW Designworks in California, quattro da Rover e una da uno studio esterno in Italia. Il progetto prescelto venne da BMW Designworks e portava la firma di Frank Stephenson. Il suo progetto che posizionava la nuova Mini tra le city car, lasciava libero il segmento superiore alle nuove Serie 1 e si inseriva quindi perfettamente nei precedenti piani della casa per le vetture compatte.
Pochi mesi dopo, a prendere in mano le redini della situazione, fu chiamato Gert Volker Hildebrand, già designer di Volkswagen e Mitsubishi. Si dichiarava entusiasta di quanto fatto fino quel momento da Stephenson: «ha fatto un lavoro superbo. La nuova vettura fonde i tre archetipi del corpo umano: un solido corpo maschile, sensuali curve femminili e persino alcuni elementi arrotondanti tipicamente infantili». Ai primi due spetta l'attirare il pubblico maschile, al terzo di conquistare quello femminile. Dopo il lancio della nuova Mini, Stephenson ha commentato: «volevamo che la prima impressione sulla macchina fosse: "non può essere che una Mini"».
Originale è anche l'interno della nuova Mini, sebbene la strumentazione e i comandi siano ispirati al vecchio abitacolo. Fa discutere la distribuzione e lo sfruttamento degli spazi interni, considerate le poche soluzioni studiate per migliorare il comfort del passeggero, poiché la nuova Mini, pur presentata come una 4 posti, è in realtà una 2+2 che, paradossalmente, è il vero punto d'incontro con la progenitrice Mini nonostante una maggiore lunghezza e ingombro.
Moderna è la razionalità diffusa a ogni livello, tesa a evolvere la Mini degli anni 60, ma anche a renderla più esclusiva e d'élite. Il peso della vettura impone l'utilizzo di motori di alta cilindrata, abbastanza "assetati" rispetto alla vecchia generazione, ed è per questo che la casa madre ha adottato per la prima volta anche dei motori turbodiesel. La geometria delle sospensioni è configurata secondo la struttura a ruote indipendenti MacPherson all'avantreno e uno schema a bracci multipli (triple-link) al retrotreno.

## Prima serie (R50/R52/R53, 2001-2007)
La prima generazione fu introdotta nel 2001, e fu il primo modello introdotto da Mini dopo che il modello originale del 1959 uscì di produzione. Le dimensioni aumentano notevolmente, e vi sono alcune differenze estetiche tra le diverse versioni, come le modanature cromate della versione Cooper (non disponibili sulla One), o il doppio scarico centrale della Cooper S. La vettura fu disegnata dalla matita di Frank Stephenson. Questa generazione aveva tre nomenclature diverse:
- R50, per le versioni One e Cooper in carrozzeria hatchback a 3 porte;
- R52, che designava la versione cabrio;
- R53, per le versioni più sportive Cooper S e John Cooper Works.

Inizialmente, la Mini montava il 1.6 4 cilindri Pentagon di origine Chrysler-Rover, costruito in Brasile dalla Tritec, dotato di iniezione elettronica e sedici valvole comandate da un solo albero a camme. Le versioni One (da 90 CV) e Cooper (115 CV) erano aspirate, mentre la più sportiva Cooper S era sovralimentata tramite compressore volumetrico, ed era capace di 163 CV. Il prezzo di partenza della Mini era di € 14.551 per la One base e € 16.051 per la One de luxe con climatizzatore, radio, plancia silver lucido e fendinebbia di serie.
Nel 2003 la gamma si arricchì con la One D, mossa da un 1.4 4 cilindri turbodiesel common rail di origine Toyota, capace di 75 CV. L'anno dopo arrivò anche la Mini Cabrio con tetto apribile in tela, nelle versioni One de luxe, Cooper e Cooper S, con gli stessi motori (escluso il 1.4 turbodiesel) e le stesse potenze della versione hatcback. L'anno successivo arrivarono le versioni John Cooper Works, che permisero di alzare la potenza dei motori della Cooper e della Cooper S (quest'ultima fino a 200 CV). Questo kit prevedeva una nuova testata che aumentava il rapporto di compressione, la riprogrammazione della centralina del motore, e la sostituzione dell'impianto di scarico originale con uno in acciaio inox.

### Restyling

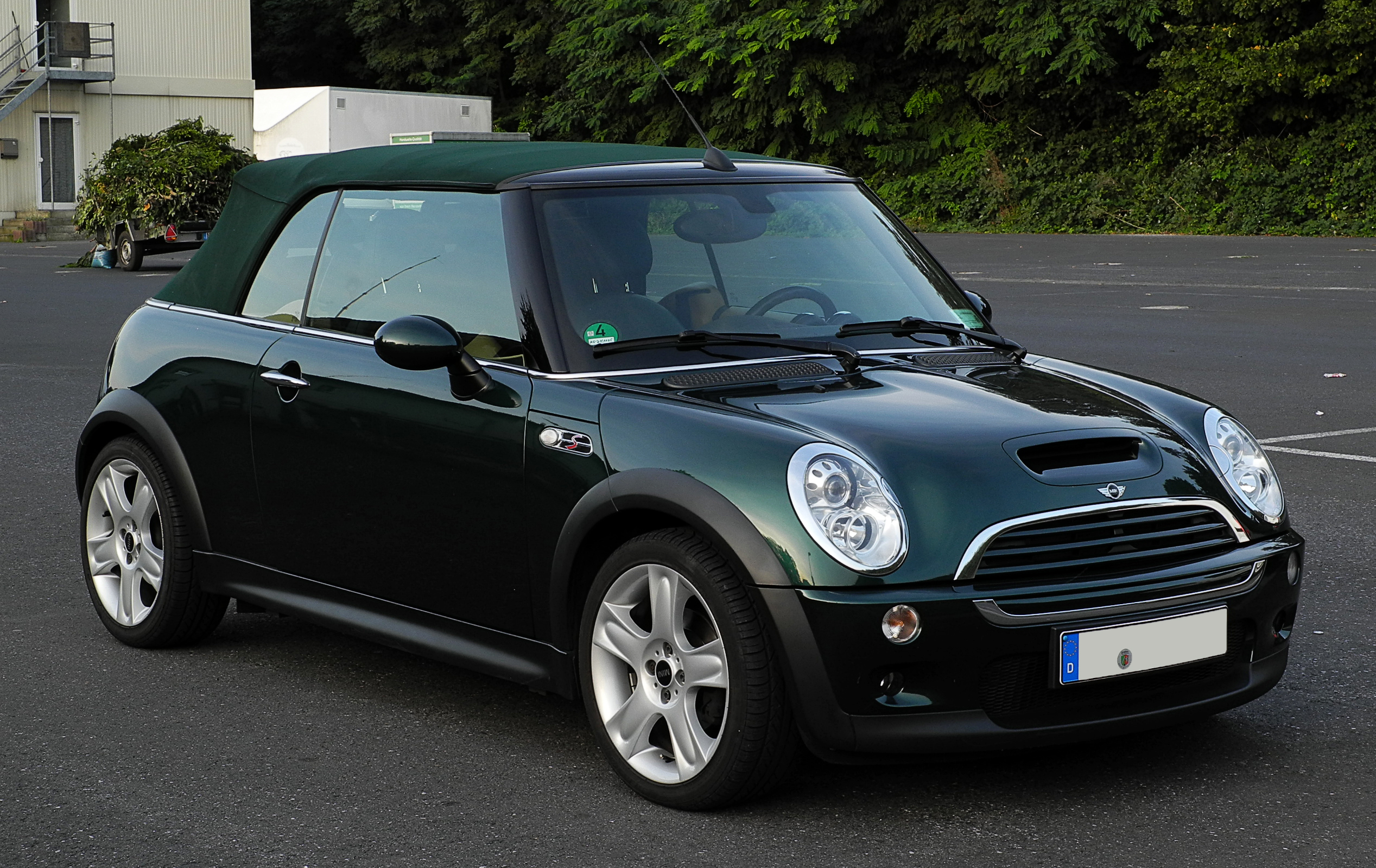
Restyling

Tra la fine del 2004 e l'inizio del 2005 ci fu un leggero restyling delle vetture, dove cambiarono il disegno dei fari e dei paraurti anteriori e posteriori, gli interni erano stati migliorati e alla lista degli optional si aggiunsero un nuovo volante tre razze e il cockpit chrono pack, che sostituisce il tachimetro con indicatori di pressione, temperatura olio e motore; esclusivi per la Cooper S erano invece i pannelli della plancia in tinta carrozzeria.
I motori erano rimasti gli stessi, ma con alcuni aggiornamenti: alla  Cooper S venne aumentata la potenza fino a 170 CV e venne montato cambio dai rapporti più corti, che resero la Mini molto più scattante di prima, strappando un buon 7,2 secondi nello 0-100 km/h, con una velocità massima di 222 km/h. Il kit JCW portava l'auto a 211 CV con uno 0-100 km/h pari a 6,5 secondi e 230 km/h, grazie all'aggiunta di iniettori maggiorati e uno speciale filtro dell'aria. La Cooper rimase a 115 cavalli, ma adesso montava un cambio Getrag (non più Midland, poiché fu riscontrata una notevole fragilità su quest'ultimo). La One D, infine, subì il restyling degli interni e il motore fu portato a 88 CV. Ricevette anche i nuovi fari anteriori e posteriori ma non i nuovi paraurti.
Nel 2006 venne prodotta, negli stabilimenti delle carrozzerie Bertone di Grugliasco (TO), la Mini GP in serie limitata a 2000 esemplari, il vero nome era Mini Cooper S John Cooper Works GP kit, con 218 CV. Questa serie speciale potenziata e alleggerita (con solo 2 posti) aveva un alettone in fibra di carbonio e cerchi in magnesio da 18", ed era in grado di raggiungere velocità oltre 240 km/h con uno 0-100 km/h in meno di 6,3 secondi. Tutti gli esemplari sono numerati sul tetto e nella targhetta interna, realizzati in colore speciale Thunder Blue con tetto argento. Essa fu la prima ad adottare gli specchietti rossi come sinonimo di sportività.

## Seconda serie (R55/R56/R57, 2007-2013)
Nell'ottobre 2006, sotto l'ala di BMW, la Mini viene rilanciata sul mercato. La nuova generazione si basa su una nuova piattaforma che ne aumenta la lunghezza di 60 millimetri, cambiamento motivato dalle nuove normative europee nei crash test pedonali. lo stile non è molto diverso da quello precedente, limitandosi a piccoli cambiamenti all'esterno e all'interno; gli interni vengono ridisegnati esteticamente ma non ampliati per spazio.
Al fine di contenere i costi di produzione, viene adottato un nuovo motore sviluppato da BMW in collaborazione con PSA Peugeot Citroën: un 1.600 cm³ quattro cilindri a iniezione diretta, in versione aspirata e turbo. Le potenze sono di 120 cavalli (Cooper) e 175 cavalli (Cooper S).
Per la versione One, è stato introdotto un 1.400 cm³ da 95 cavalli dotato del sofisticato Valvetronic. La Cooper D, novità di questa nuova serie, è dotata di un motore 1.6 cm³ (1.560 cm³) DV6TED4 di origine PSA-Ford da 109 cavalli. Viene finalmente risolto il problema legato al rapporto peso/potenza, che si rifletteva principalmente sui consumi, ora più moderati. Ancora invariate le versioni cabrio.
Non è difficile captare le differenze, per quanto minime, tra la prima serie e la seconda. La differenza principale sta nell'anteriore: la calandra è in stile "single frame" e si prolunga anche sul paraurti (la prima serie invece, sul paraurti, aveva solo una finta calandra). La panca posteriore con una seduta più profonda migliora, se pur di poco, l'abitabilità. Inoltre i fari anteriori, che sulla prima serie facevano parte del cofano motore mostrandosi come un tratto distintivo, adesso sono parte della vettura. Il cambio automatico, ora disponibile su tutti i modelli a benzina, non è più di tipo CVT, come quello precedentemente montato sulle prime MINI, ma si tratta di un vero e proprio cambio automatico con ingranaggi epicicloidali e convertitore di coppia. I modelli con tale accessorio variano nel peso (maggiore) e nelle prestazioni (consumi, velocità max, accelerazione), sensibilmente sfavorevoli rispetto al cambio manuale di serie. Questa serie fu sviluppata e disegnata in collaborazione con la Italdesign di Giorgetto Giugiaro.

### Motorizzazioni
| Modello               | Disponibilità | Motore  | Cilindrata (cm³) | Potenza         | Coppia Massima (Nm) | Emissioni CO2 (g/km) | 0–100 km/h (secondi) | Velocità max (km/h) | Consumo medio (km/L) |
| 1.4 One 75            | dal 2007      | Benzina | 1397             | 55 kW (75 CV)   | 120                 | 127                  | 13,2                 | 175                 | 18,9                 |
| 1.4 One 95            | dal 2007      | Benzina | 1397             | 72 kW (95 CV)   | 140                 | 127                  | 10,9                 | 185                 | 17,5                 |
| 1.6 One 55 kW         | dal 2010      | Benzina | 1598             | 55 kW (75 CV)   | 140                 | 127                  | 13,2                 | 175                 | 18,5                 |
| 1.6 One S             | dal 2010      | Benzina | 1598             | 73 kW (98 CV)   | 153                 | 127                  | 10,5                 | 186                 | 18,5                 |
| 1.6 Cooper            | dal 2007      | Benzina | 1598             | 90 kW (122 CV)  | 160                 | 127                  | 9,1                  | 203                 | 18,5                 |
| 1.6 Cooper S          | dal 2006      | Benzina | 1598             | 128 kW (175 CV) | 240                 | 136                  | 7,0                  | 228                 | 17,2                 |
| 1.6 John Cooper Works | dal 2007      | Benzina | 1598             | 155 kW (211 CV) | 260                 | 165                  | 6,5                  | 238                 | 14,1                 |
| 1.6 D One             | dal 2007      | Diesel  | 1560             | 66 kW (90 CV)   | 215                 | 99                   | 11,4                 | 184                 | 26,3                 |
| 1.6 D Cooper          | dal 2007      | Diesel  | 1560             | 80 kW (109 CV)  | 240                 | 104                  | 9,9                  | 195                 | 25,6                 |
| 1.6 D Cooper          | dal 2010      | Diesel  | 1598             | 82 kW (112 CV)  | 270                 | 99                   | 9,7                  | 197                 | 26,3                 |
| 2.0 D Cooper S        | dal 2007      | Diesel  | 1995             | 105 kW (143 CV) | 305                 | 114                  | 8,1                  | 215                 | 23,3                 |

### Restyling 2010

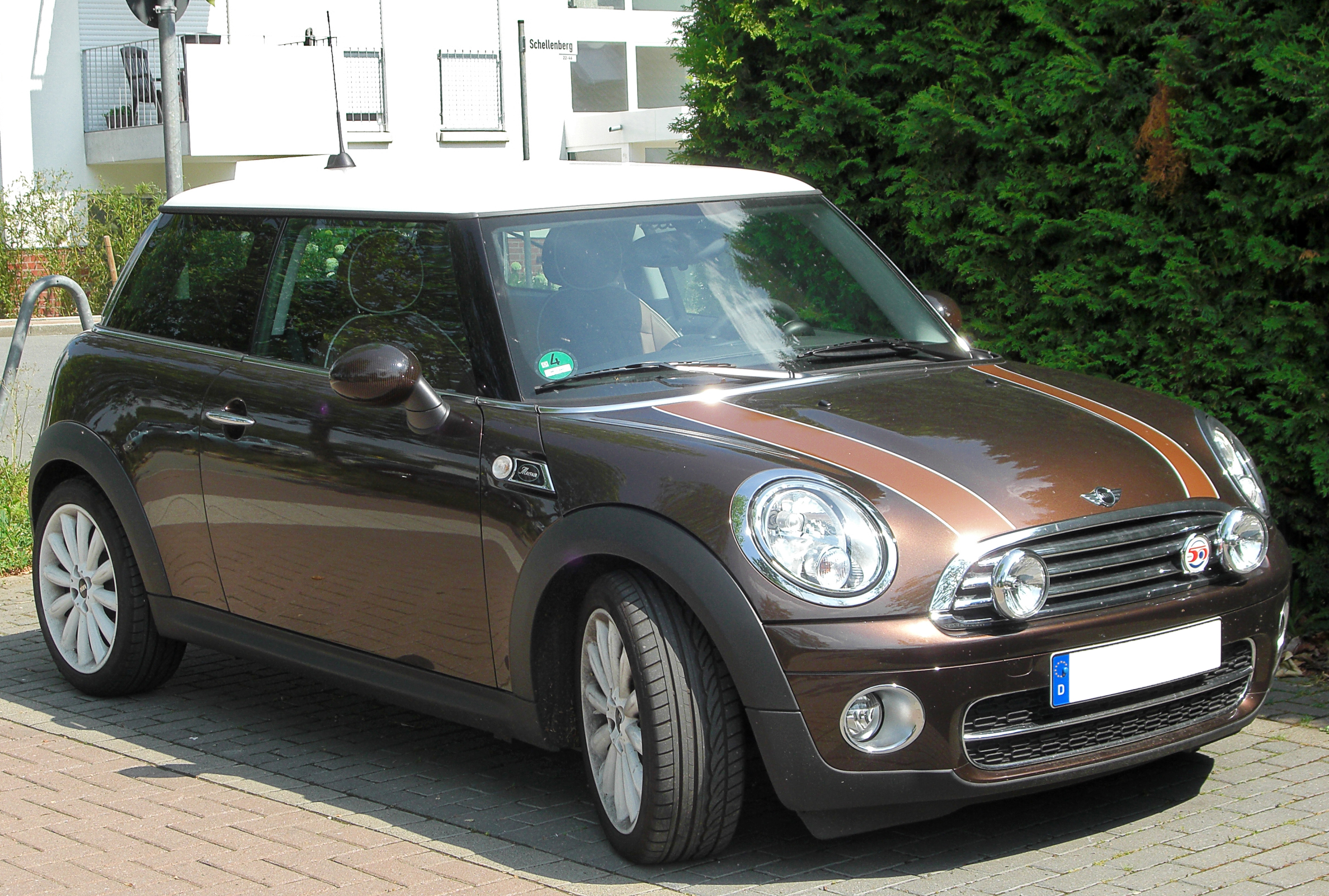
Mini Cooper post-restyling del 2010

Dall'estate 2010 tutti i motori Mini sono di fabbricazione BMW, declinati in cilindrata e alimentazione in base al modello. Sono soggetti a un innalzamento prestazionale (coppia e potenza) con riduzione dei consumi e delle emissioni CO2. Esordiscono luci a LED per le luci di posizione posteriori, il tunnel centrale del cruscotto è tutto nero, privo di inserti argentei visti nei modelli precedenti. Questa rivisitazione meccanica e stilistica definisce le versioni "Model Year 2010". Il cambio automatico è disponibile con sovrapprezzo, inizialmente, solo per i modelli a benzina. Il modello Cooper S ora ha 9 CV in più toccando quota 184 CV. Migliora anche il consumo: 5,8 litri di benzina per 100 km nel ciclo misto in luogo dei precedenti 6,2 (rilevato nel ciclo di omologazione). Esteticamente la Cooper S presenta due prese d'aria alla base anteriore del motore oltre l'inalterata grande apertura rialzata centrale sul cofano.
Ma le novità più importanti del 2010 sono rappresentate dai nuovi motori Diesel che sostituiscono quelli finora forniti dal Gruppo PSA. I motori Diesel progettati in BMW sono due, entrambi di 1.598 cm³ di cilindrata ed a 4 cilindri: il primo equipaggia la MINI One D da 90 CV, il secondo la MINI Cooper D da 112 CV. Questi due motori hanno la caratteristica particolare di avere lo stesso rapporto tra alesaggio e corsa dei propulsori da 2,0 litri, utilizzati sulle vetture di Monaco. In più, i motori anteriori montati trasversalmente, sono equipaggiati con una testata cilindri sviluppata appositamente e ottimizzata per l'utilizzo nella Mini.
Al salone dell'auto di Ginevra del 2011 è stata presentata una nuova motorizzazione Diesel: il modello Cooper SD con caratterizzazioni estetiche similari alla Cooper S benzina che vanta un motore turbodiesel da 2,0 litri e 143 CV (motore di origine BMW, derivato da quello montato sulle BMW 118d, 318d, 518d, X1 18d e X3 18d). Ora il cambio automatico-sequenziale è disponibile anche sulla gamma MINI Diesel benché la versione Cooper D Automatica (112 CV) sia equipaggiata con un propulsore da 2 litri di cilindrata in luogo dei 1.598 cm³ della corrispondente versione manuale.

## Terza serie (F55/F56/F57, dal 2014)

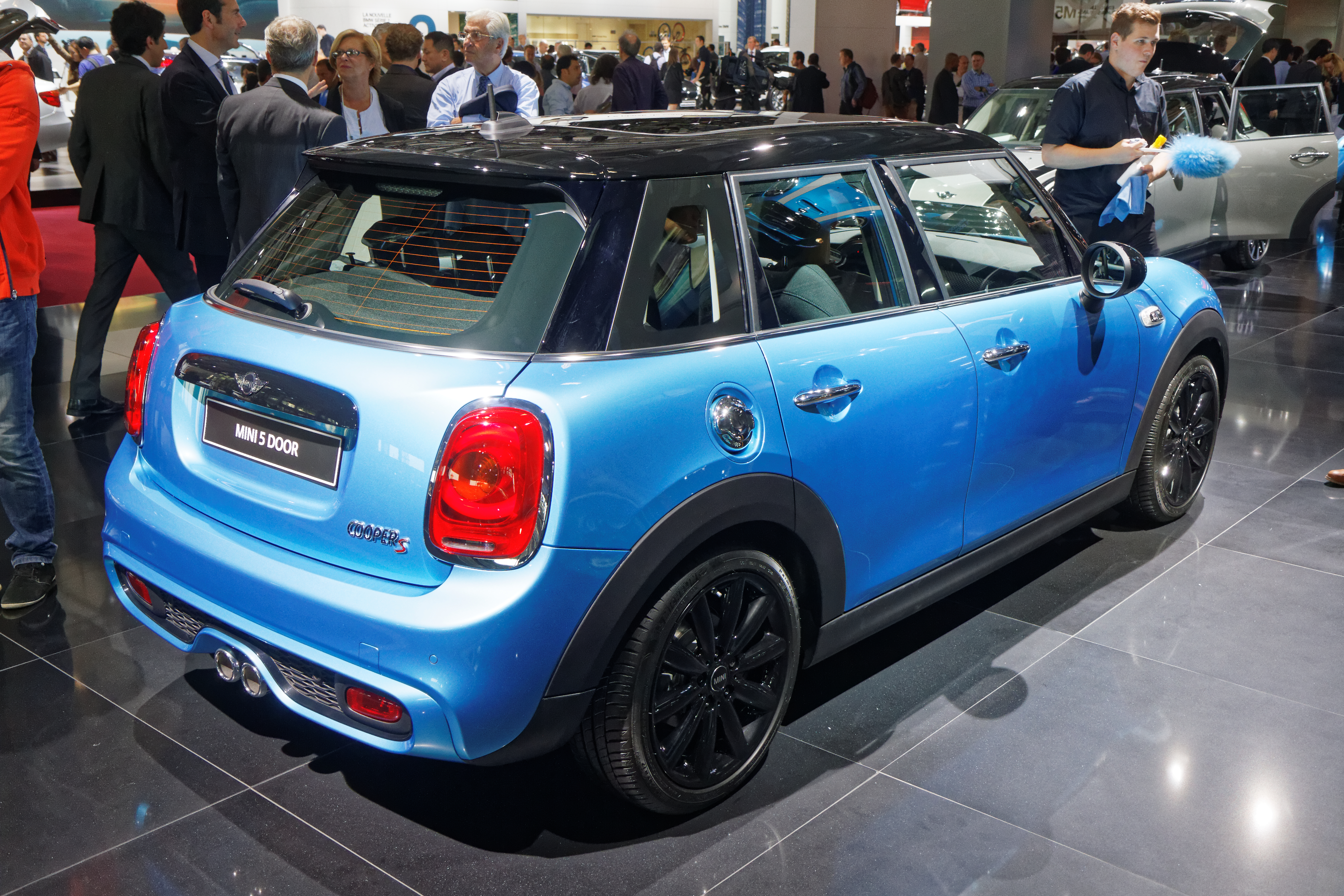
Mini Cooper S 5 porte

La terza generazione della Mini, denominata F56, è stata presentata dalla BMW nel novembre 2013, con vendite a partire dalla prima metà del 2014. La nuova vettura è 98 millimetri più lunga, 44 millimetri più larga, e 7 mm più alta rispetto al modello precedente, con passo di 28 mm più lungo e un aumento della carreggiata di 42 millimetri all'anteriore e di 34 mm al posteriore. L'aumento delle dimensioni si traduce in un interno più grande e in un aumento del volume del bagagliaio fino a 211 litri. La Mini ha anche lanciato una versione completamente nuova, denominata F55: è commercializzata come una versione a 5 porte della nuova generazione ma, in realtà, è più strettamente legata alla Clubman in quanto ne condivide l'allungamento della piattaforma chiamata UKL1.
La serie F è stata oggetto negli anni di diversi restyling estetici e di dotazioni, ultimo e più consistente nel 2024. Infatti, da questa data la terza serie della Mini Cooper è affiancata da una nuova generazione, disponibile solo con propulsione elettrica.

### Design e interni
La forma della carrozzeria è leggermente più arrotondata rispetto alla generazione che sostituisce, al fine di migliorare l'efficienza aerodinamica della vettura e per migliorare la protezione dei pedoni in caso di incidente. Ha un cofano molto più lungo e più alto. Questo ultimo modello è basato sulla nuova piattaforma UKL di BMW che è alla base anche della nuova BMW Serie 2 Active Tourer.

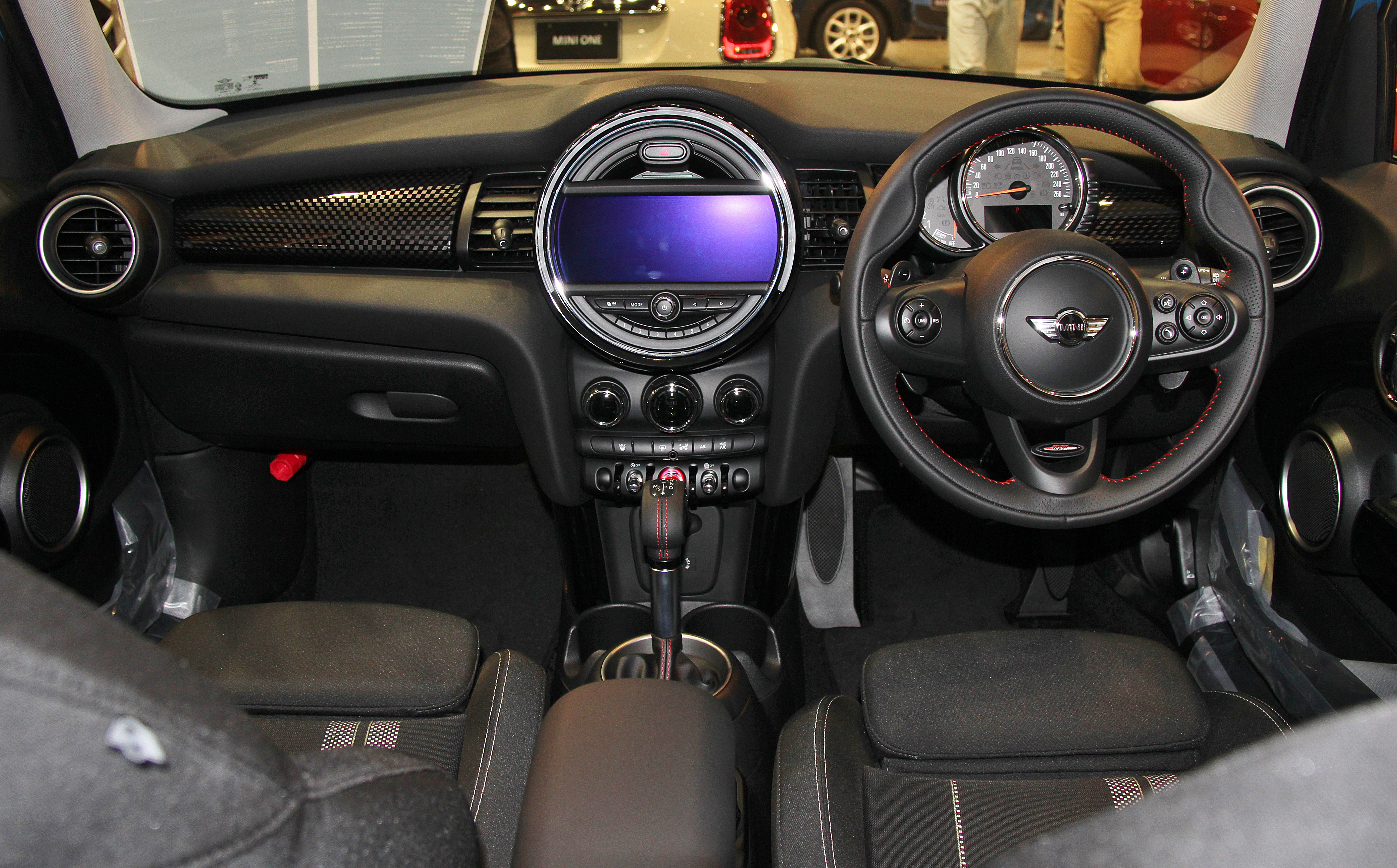
Interni con guida a destra di una MINI terza generazione

Le luci diurne cambiano: fino al 2018 con una U rovesciata al led bianco poi sostituite da un anello che integra anche le frecce. Le luci anabbaglianti prevedono come optional iniziale luci al Led, poi Matrix nelle versioni post 2018. Anche la griglia anteriore e i fanali posteriori aumentano di dimensioni.
Malgrado le sue dimensioni esterne più grandi, la nuova Mini offre più spazio solo in larghezza per i suoi quattro occupanti e nel bagagliaio. La volumetria di carico è stata aumentata di oltre il 30% arrivando a 211 litri.
La F56 è la prima serie con tre restyling nel tempo. Oltre la prima serie, un refresh estetico nel 2018 (LCI) ed un successivo inedito nella produzione serie MINI di un LCI2 nel 2021.
Il cruscotto mantiene la sua classica disposizione degli strumenti, ma aggiunge un nuovo quadro strumenti sul piantone dello sterzo per il tachimetro, contagiri e indicatore del carburante. Dal 2020 è offerto un tachimetro digitale. Lo schermo nella plancia, che prima ospitava il tachimetro centrale, è stato sostituito con un nuovo sistema multimediale (optional) di due dimensioni, più ampio anche per le funzioni di navigazione. Con il modello MY2021 (LCI2) il sistema multimediale è di serie con varie funzionalità, alcune sempre opzionali.

### Motori e versioni

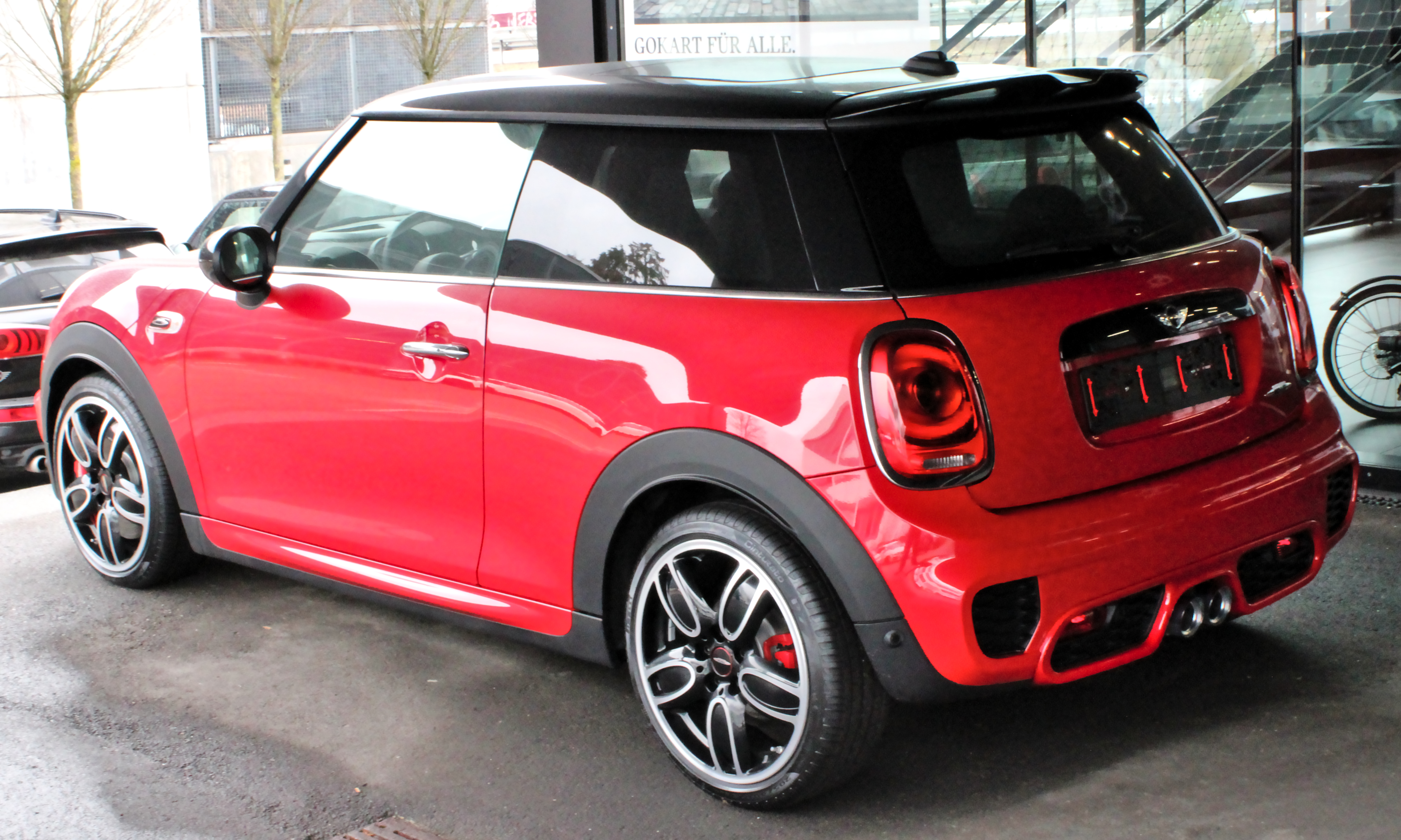
Mini John Cooper Works 3 porte

I motori inizialmente offerti per questa serie Mini sono a benzina e diesel. Le motorizzazioni a benzina comprendono 1.2 litri tre cilindri a benzina con 102 CV (Mini One), 1.5 litri a benzina a tre cilindri con 136 CV, (sigla BMW B38), un quattro cilindri 2.0 litri a benzina (sigla BMW B48) che produce 192 CV (178 CV dal 2021) per la Cooper S, 211 CV per la Cooper S con kit JCW Pro e 231 CV per la Mini John Cooper Works; per le motorizzazioni a gasolio (fino al 2019) c'è un 1.5 litri diesel a tre cilindri (sigla BMW B37) con due livelli di potenza da 95 CV (One D) e 116 CV (Cooper D), e un 2.0 litri turbodiesel 4 cilindri (sigla BMW B47) che produce 170 CV (Cooper SD). Questi motori sono abbinati a un cambio manuale a sei marce ed inizialmente ad un automatico con convertitore di coppia poi sostituito da un doppia frizione (DCT) a 7 rapporti, tuttora in dotazione su tutte le versioni escluso JCW (che conserva un cambio automatico steptronic a 8 rapporti). Per le versioni Cooper S e SD è optional il cambio automatico sportivo con paddle al volante. Dal 2019 le versioni con motori diesel non sono più commercializzate.
La versione elettrica, presentata nel 2019 e commercializzata dal 2020, è dotata di un motore elettrico da 184 CV e una batteria agli ioni di litio da 32,6 kWh.
Da aprile 2022, anche a causa della guerra in Ucraina che ha aggravato i già esistenti problemi di fornitura di componenti a livello globale, viene notevolmente semplificata la gamma, ora ridotta solamente agli allestimenti Cooper, Cooper S, John Cooper Works e Full Electric. Tali allestimenti sono equipaggiati rispettivamente dal 1.5 da 136 CV, dal 2.0 da 178 CV e 231 CV, oltre al motore elettrico sempre da 135 kW ed abbinati temporaneamente al solo cambio automatico; questo fino a ottobre 2022, dove il manuale a 6 marce viene reintrodotto sulla Cooper.

### Riepilogo versioni
| Modello                    | Disponibilità    | Motore    | Cilindrata (cm³) | Potenza         | Coppia Massima (Nm) | 0–100 km/h (secondi) | Velocità max (km/h) | Consumo medio (L/100km) |
| 1.2 One 55 kW              | dal 2014 al 2018 | Benzina   | 1198             | 55 kW (75 CV)   | 150                 | 12,8                 | 175                 | 6,5                     |
| 1.5 One 55 kW              | dal 2018         | Benzina   | 1499             | 55 kW (75 CV)   | 160                 | 13,4                 | 172                 | 5,4                     |
| 1.2 One                    | dal 2014 al 2018 | Benzina   | 1198             | 72 kW (102 CV)  | 180                 | 9,9                  | 195                 | 5,8                     |
| 1.5 One                    | dal 2018         | Benzina   | 1499             | 72 kW (102 CV)  | 190                 | 10,1–10,3            | 193–195             | 4,9–5,5                 |
| 1.5 Cooper                 | dal 2014         | Benzina   | 1499             | 100 kW (136 CV) | 220                 | 7,7-8,2              | 215                 | 5,7                     |
| 2.0 Cooper S               | dal 2014 al 2020 | Benzina   | 1998             | 135 kW (192 CV) | 280                 | 6,8                  | 235                 | 7,6                     |
| 2.0 Cooper S               | dal 2020         | Benzina   | 1998             | 131 kW (178 CV) | 280                 | 6,6-6,7              | 235                 | 6,1–6,4                 |
| 2.0 Cooper S (kit JCW Pro) | dal 2014         | Benzina   | 1998             | 155 kW (211 CV) | 300                 | 6,6                  | 240                 | 7,6                     |
| 2.0 John Cooper Works      | dal 2015         | Benzina   | 1998             | 170 kW (231 CV) | 320                 | 6,3                  | 246                 | 8,3                     |
| 1.5 One D                  | dal 2014 al 2019 | Diesel    | 1496             | 66 kW (95 CV)   | 220                 | 11                   | 190                 | 3,9                     |
| 1.5 Cooper D               | dal 2014 al 2019 | Diesel    | 1496             | 82 kW (116 CV)  | 280                 | 9,2                  | 205                 | 4,3                     |
| 2.0 Cooper SD (F55, F56)   | dal 2014 al 2019 | Diesel    | 1995             | 125 kW (170 CV) | 360                 | 7,3                  | 227                 | 4,9                     |
| Cooper SE                  | dal 2020         | Elettrico | -                | 135 kW (184 CV) | 270                 | 7,3                  | 150                 | -                       |

Dal 2020 tutte le versioni Diesel sono uscite di produzione.

## Quarta serie (J01/F65/F66/F67, dal 2023)
La quarta generazione (solo elettrica) è stata presentata il 1º settembre 2023 mentre la produzione è iniziata a metà ottobre.
Disponibile solo come berlina a 3 porte, il modello è commercializzato come Mini Cooper indipendentemente dal livello di allestimento. Le vendite in Europa sono iniziate nel 2024 e in Nord America sarà disponibile nel 2025. La versione fortemente aggiornata della Mini Cooper a benzina riprende quella della terza generazione che, insieme alla generazione aggiornata, viene venduta  dal 2024 come opzione con motore a combustione interna (ICE). La J01 Cooper è disponibile in due configurazioni, Cooper E e Cooper SE.

### Versione combustione interna (ICE)

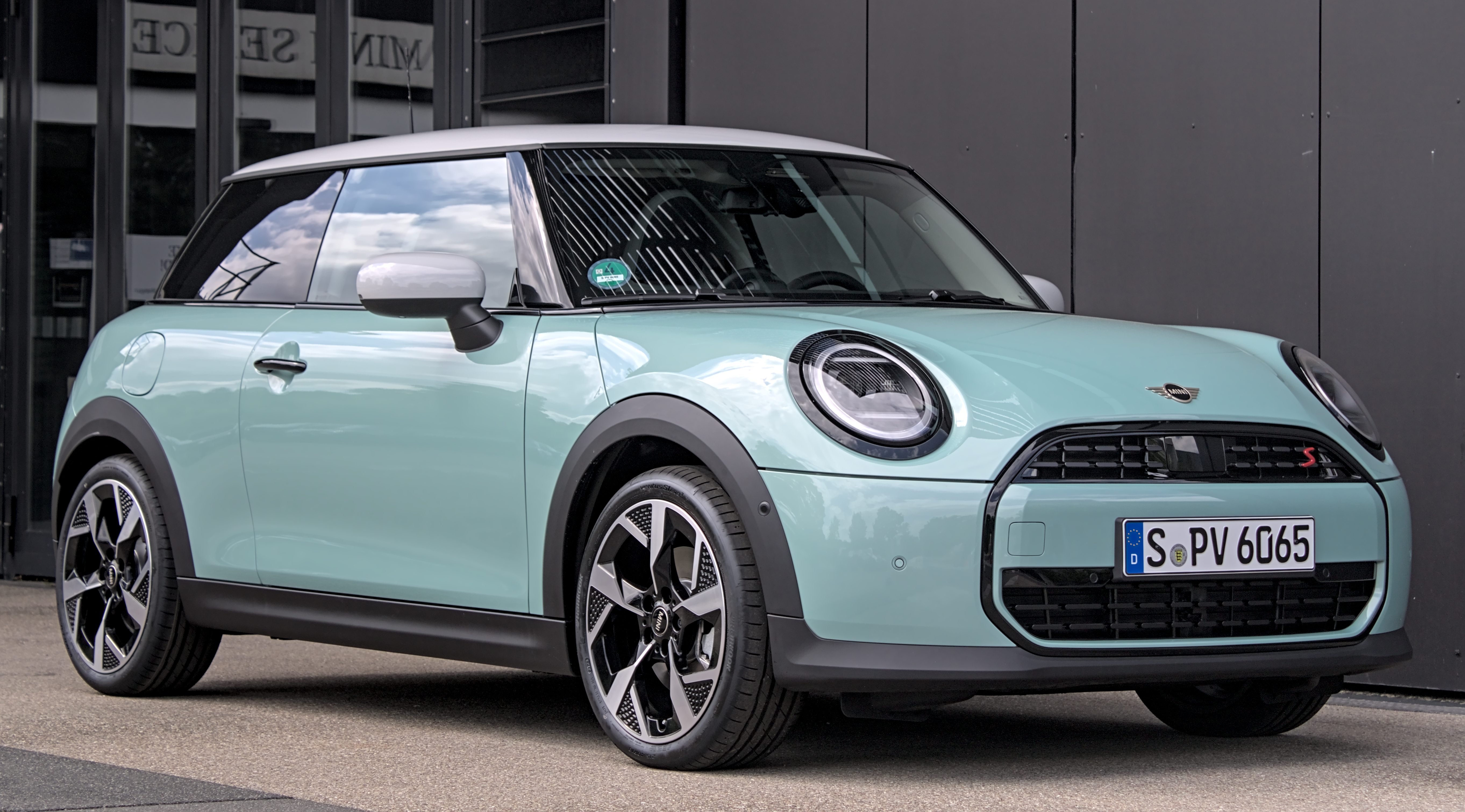
Mini Cooper 4 serie 3 porte versione ICE

La versione con motore a combustione interna (ICE) viene prodotta nel Regno Unito e viene estesa alla quarta generazione che è un profondo aggiornamento della terza serie. Sviluppata con il codice modello F66 (3 porte), l'auto ha debuttato online il 6 febbraio 2024. La versione a 5 porte (F65) è stata presentata a giugno 2024. Inoltre esce la nuova MINI Cooper cabrio (F67) con un telaio rinforzato rispetto alle precedenti, per evitare torsioni causate dall’apertura del tetto e consentire maggiore stabilità. 
La Cooper C utilizza un motore turbo a tre cilindri da 1,5 litri, che produce (156 CV; 115 kW) di potenza e 230 Nm di coppia. La Cooper S utilizza un motore turbo a quattro cilindri da 2,0 litri più potente che produce (204 CV; 150 kW) di potenza e 300 Nm di coppia. La versione cabrio invece parte da motorizzazioni 2000cc.
| Versione                | Codice      | Carrozzeria    | Motore                 | Potenza         | Coppia | Cambio      | 0–100 km/h | Velocità max | Consumo WLTP         | Autonomia  |
| ----------------------- | ----------- | -------------- | ---------------------- | --------------- | ------ | ----------- | ---------- | ------------ | -------------------- | ---------- |
| Cooper E                | J01         | 3p elettrica   | Elettrico 40,7 kWh     | 135 kW (184 CV) | 290 Nm | 1 marcia    | 7,3 s      | 160 km/h     | 13,8–14,3 kWh/100 km | 293–305 km |
| Cooper SE               | J01         | 3p elettrica   | Elettrico 54,2 kWh     | 160 kW (218 CV) | 330 Nm | 1 marcia    | 6,7 s      | 170 km/h     | 14,1–14,7 kWh/100 km | 387–402 km |
| Cooper SE JCW           | J01         | 3p elettrica   | Elettrico 54,2 kWh     | 190 kW (258 CV) | 350 Nm | 1 marcia    | 5,9 s      | 200 km/h     | 15,3–15,6 kWh/100 km | 363–371 km |
| Cooper C                | F66/F65/F67 | 3p, 5p, cabrio | 1.5 L turbo 3 cilindri | 115 kW (156 CV) | 230 Nm | 7 marce DCT | 7,7–8,2 s  | 220–225 km/h | 5,9–6,6 l/100 km     | —          |
| Cooper S                | F66/F65/F67 | 3p, 5p, cabrio | 2.0 L turbo 4 cilindri | 150 kW (204 CV) | 300 Nm | 7 marce DCT | 6,6–6,9 s  | 237–242 km/h | 6,1–6,8 l/100 km     | —          |
| John Cooper Works (JCW) | F66/F67     | 3p, cabrio     | 2.0 L turbo 4 cilindri | 170 kW (231 CV) | 380 Nm | 7 marce DCT | 6,1–6,4 s  | 245–250 km/h | 6,5–7,1 l/100 km     | —          |

## Versioni derivate

### Mini Clubman

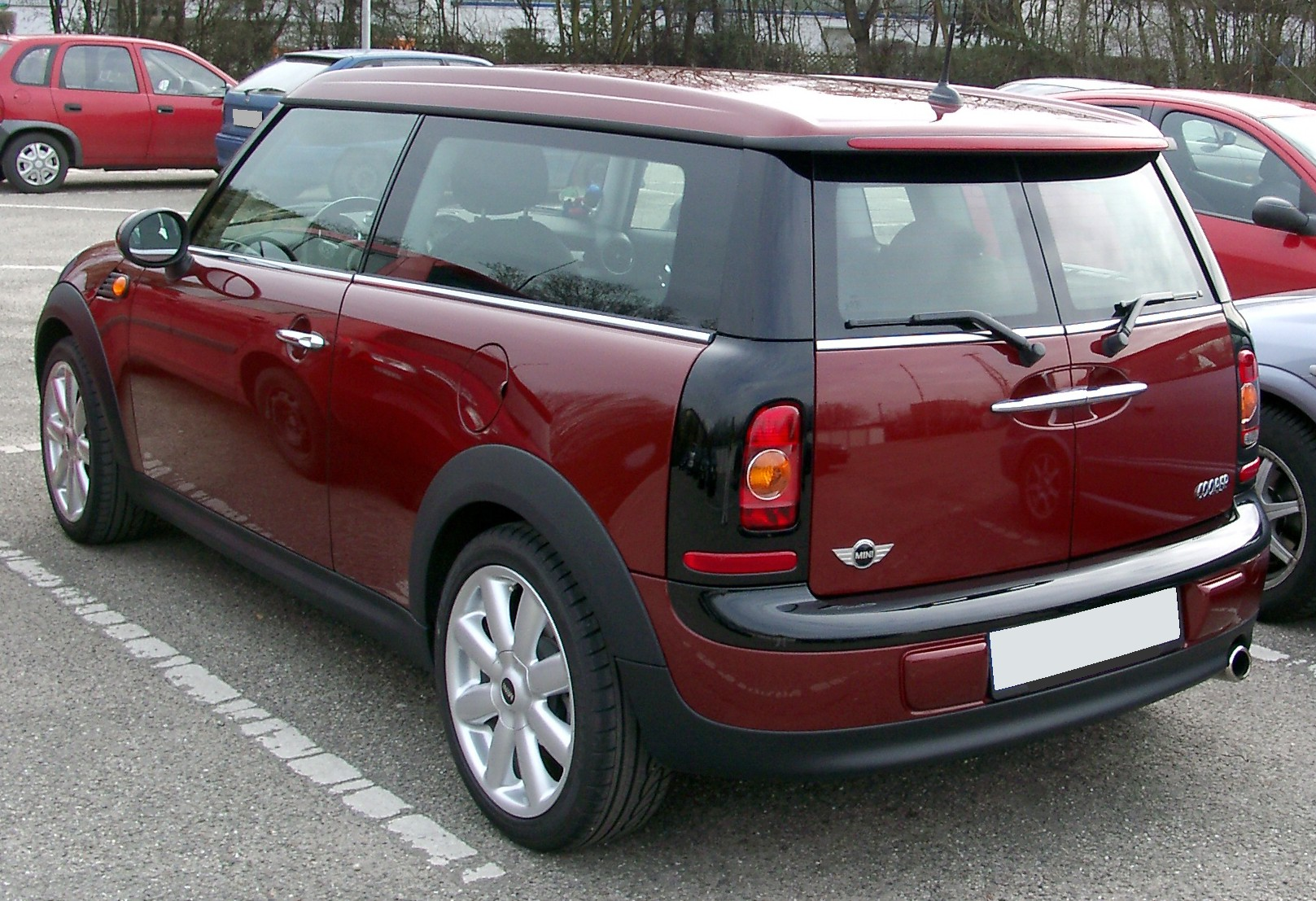
Retro di una Mini Cooper Clubman

Della seconda serie della Mini è in vendita anche una versione station wagon, la Mini Clubman. Questa, rispetto alla versione berlina, è lunga 395 cm (25 cm in più), larga 168 (come la berlina) e alta 143 cm (2 cm in più). Monta i motori a benzina 1.6 con 120 CV per la MINI Cooper Clubman e 175 CV per la MINI Cooper S Clubman. È disponibile anche un motore Diesel 1.6 con 109 CV, per la MINI Cooper D Clubman. L'auto presenta alcune particolarità che la differenziano dalla berlina come il posteriore diverso con il portellone diviso in due ante e una piccola porta (presente solo sul lato destro) per accedere più facilmente ai posti posteriori. Anche il bagagliaio è più capiente. Gli interni sono gli stessi della versione berlina.

### Mini Countryman
La Mini Countryman R60 è il modello SUV del marchio Mini, in commercio dal 2010. La Countryman si ispira alla classica Mini, ma non ne riprende nulla. Ha 5 porte, maggior spazio interno, un baule capiente e trazione sia anteriore sia integrale, nelle versioni denominate ALL4.
Le motorizzazioni sono tutte di fabbricazione BMW, declinate in varie potenze e alimentazione, condivise con i modelli della Mini berlina. Per offrire maggior briosità in un modello in cui i motori derivati dalla MINI berlina sarebbero un po' pigri e assetati, dalla primavera 2011 è disponibile il nuovo motore Diesel 2.0 litri da 143 CV per il modello Countryman Cooper SD, la stessa motorizzazione vista sulla BMW Serie 1 118d.
Versione potenziate di questo modello, la John Cooper Works WRC e la ALL4 Racing, prendono parte rispettivamente al Campionato del mondo rally e ai Rally raid.
Nell'ottobre 2016 è stata presentata la Countryman F60, che è la seconda generazione del SUV del marchio Mini, in commercio dal 2017.
Nel settembre 2023 viene presentata la terza generazione (U25), la prima all electric e l'unica della gamma ad avere motorizzazioni Diesel.

### Mini Paceman
La Mini Paceman, versione a 3 porte della Countryman e contraddistinta dalla sigla R61, è stata prodotta dal 2012 al 2016. La carrozzeria è configurata come un SUV coupé. Avendo disatteso le aspettative di vendita della casa inglese, non vi sono state prodotte eredi.

### Mini Aceman
La Mini Aceman è la prima con solo motorizzazioni elettriche disponibili. È contraddistinta dalla sigla J05 che la riporta alla cugina J01 (Mini 3 porte elettrica), con la quale, oltre alla fabbrica di produzione in Cina, condivide anche le 3 diverse motorizzazioni, in ordine di potenza E, SE e John Cooper Works.

### Mini Coupé e Roadster
La Mini Coupé e Roadster sono due varianti derivate dalla Mini a due volumi, aventi solo 2 posti e tetto ribassato rispetto alle altre versioni (rigido per la coupé e in tela per la roadster). La carrozzeria segue una configurazione più sportiva con un accenno di terzo volume posteriore, rendendola quasi una due volumi e mezzo. Sono state prodotte dal 2011 al 2015 e non hanno avuto eredi.

### Modelli speciali

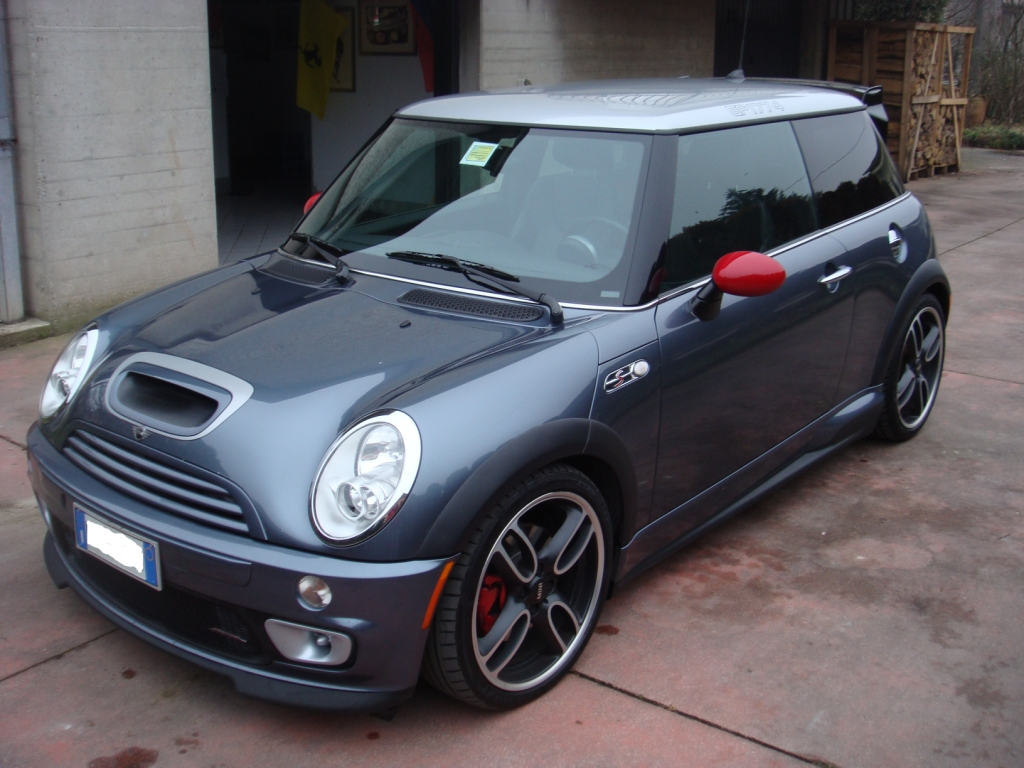
Mini Cooper S John Cooper Works GP Kit

- Mini Cooper S John Cooper Works (Mini JCW);
- Mini Cooper S John Cooper Works GP Kit (Mini GP); 
È la versione potenziata della Cooper S JCW (R53) realizzata in soli 2000 esemplari di cui circa 200 per il mercato italiano. A differenza del modello dal quale deriva, questa serie speciale vanta ben 218 cavalli risultando, nel 2006, la Mini più potente mai prodotta di serie fino a quel momento. Il motore 4 cilindri 1.598cc dotato di compressore volumetrico è in grado di spingere la MINI GP da 0-100 km/h in meno di 6,5 secondi per una velocità massima di oltre 240 km/h. La progettazione e l'assemblaggio di questa serie limitata è avvenuta a Grugliasco (TO) presso la carrozzeria Bertone, che ne ha anche curato il sofisticato design, regalandoci così il suo ultimo lavoro prima della cessazione delle attività. Esteticamente è molto facile riconoscere una MINI GP, sono infatti tutte uguali tra loro. Sono verniciate in colore specifico "Thunder Blue Metallizzato" con tetto a contrasto "Silver Metallizzato", dotate di scritta GP all'interno della presa d'aria anteriore, con logo sul baule e con apposito numero dell'esemplare (da GP 0001 a GP 2000) riportato nell'adesivo sul tetto a sinistra e sul cruscotto nella targhetta a destra. Specifici paraurti anteriori e posteriori, così come gli specifici sottoporta ed alettone posteriore in fibra di carbonio per un'aerodinamica sofisticata, uniti al fondo carenato, donano una portanza elevata alle velocità elevate, garantendo in curva un maggior carico aerodinamico. L'estetica si completa con cerchi da 18 pollici realizzati in lega di magnesio alleggeriti, dotati di 4 razze doppie e disegnati appositamente per il modello. La vettura internamente è riconoscibile principalmente dall'assenza della panchetta posteriore eliminata per risparmiare peso e per far spazio alla barra che collega rigidamente le sospensioni, dai sedili Recaro sportivi in pelle grigia con cuciture rosse e dal contachilometri con fondo scala 250 km/h e linea rossa a 260 km/h. Questa auto è dotata di 160 kW ed è l'unica MINI omologata 2 posti ed ha subito numerosi interventi mirati a ridurne il peso. Le sospensioni posteriori con bracci in lega d'alluminio ha consentito un risparmio di 50 kg rispetto alle sospensioni tradizionali adottate sulle altre MINI. Complessivamente la Mini GP aveva un peso in ordine di marcia di 1195 kg con 75 kg di carico e serbatoio carburamte pieno al 90% ed un peso a secco (senza i liquidi) inferiore ai 1000 kg e con un peso vettura netto di poco superiore. Tutto ciò rese la GP la Mini più performante sul mercato. Il tempo record per una Mini di produzione realizzato al Nürburgring Nordschleife è stato di 8 minuti e 41 secondi. Nel 2006, quando venne presentata, fu la prima vettura dotata di specchietti retrovisori in colore contrastante rosso, per sottolineare la sportività; questo particolare fu ripreso in seguito da numerose altre auto o versioni sportive anche di altri costruttori. Gli esemplari destinati al mercato nordamericano avevano sedili di tipo standard non avvolgenti, ciò fu dettato da scelte tecniche per favorire l'abitabilità e l'accessibilità della vettura su quei mercati e avevano il conta miglia con fondo scala 150 miglia/h. 
Nel 2012 è stata presentata la nuova edizione della Mini GP, denominata Mini GP 2, dotata di 218 cavalli ed ora con motore turbo compresso, sempre prodotta in 2000 esemplari numerati, tutti identici tra loro. È stata presentata ufficialmente al salone dell'automobile di Parigi. Questa seconda versione riprende alcuni stilemi della Mini GP (2006), ma non è stata realizzata da un atelier di design. La colorazione grigio pastello riprende vagamente quella della Mini GP 2006, anche se gli inserti in colore rosso non si limitano solamente agli specchietti ma si presentano sia sulla presa d'aria anteriore che sulle prese d'aria poste sul paraurti. L'utilizzo del colore rosso è stato scelto per esaltare visivamente la sportività del modello. Un adesivo specifico è collocato anche sulla fiancata. La vettura risulta esteticamente meno innovativa, più appesantita e meno raffinata rispetto alla versione precedente. L'aerodinamica rispecchia le altre Mini di produzione e ripresenta alcuni tratti caratteristici della precedente Mini GP come l'ala posteriore in fibra di carbonio e i cerchi in lega a 4 razze unite (ora da 17 pollici), con disegno simile alla serie precedente. Le prestazioni e il comportamento dinamico la pongono come nuovo punto di riferimento per una Mini: il tempo realizzato al Nordschleife è stato di 8 minuti e 23 secondi e cioè 18 secondi in meno della prima serie. Giova ricordare che solo dopo il 2010 i costruttori di auto sportive hanno incominciato a considerare commercialmente importanti i tempi in pista al Nürburgring Nordschleife motivo per cui, successivamente a quella data, i tempi vengono ottenuti con piloti scelti e fra i più esperti del circuito, l'utilizzo di gomme speciali (semi slick) e l'utilizzo di speciali carburanti.
- Mini JCW World Championship 50 Edition;
Connaught Green con strisce bianche sul cofano e tetto. Questa serie molto limitata del 2009 (500 copie in tutto il mondo, di cui 100 in Gran Bretagna e 50 negli Stati Uniti) è dotata del kit carrozzeria JCW, ruote da 18 pollici laccate nere e ha due fari supplementari nella griglia anteriore. Un'altra caratteristica speciale è che utilizza molti componenti in carbonio sia all'interno che all'esterno. Il suo rivestimento è in pelle di carbonio con bordino rosso che si trova anche sulle applicazioni del cruscotto ed un volante rivestito in alcantara. Creata come tributo al titolo del Campionato Mondiale Costruttori della squadra Cooper, viene venduta per 40.000 euro.